# Valère Ollivier
Valère Ollivier (Roeselare, 28 de setembre de 1921 - Roeselare, 10 de febrer de 1958) va ser un ciclista belga que fou professional entre 1943 i 1955.
Durant la seva carrera professional aconseguí 93 victòries, les més importants dels quals foren la Gant-Wevelgem (1948), el Campionat de Bèlgica de ciclisme en ruta (1949) i la Kuurne-Brussel·les-Kuurne (1950).

## Palmarès
- 1945
  - 1r de la Kuurne-Brussel·les-Kuurne
- 1947
  - 1r de la Brussel·les-Avegem
- 1948
  - 1r de la Gant-Wevelgem
- 1949
  -  Campió de Bèlgica en ruta
  - 1r al Gran Premi Marcel Kint
  - Vencedor de 2 etapes del Tour de l'Àfrica del Nord
- 1950
  -  Campió de Bèlgica de clubs de contrarellotge
  - 1r de la Kuurne-Brussel·les-Kuurne
  - 1r al Gran Premi Marcel Kint
  - 1r a la Gullegem Koerse
  - Vencedor d'una etapa de la Volta a Bèlgica
- 1951
  - Campió d'Europa de Madison (amb Albert Sercu)
  -  Campió de Bèlgica de clubs de contrarellotge
  - 1r del Circuit de les Ardenes flamenques - Ichtegem
- 1952
  - 1r de l'Anvers-Gant
  - 1r al Circuit de Houtland
- 1953
  - 1r a la Brussel·les-Ingooigem
  - Vencedor d'una etapa de la París-Niça
- 1955
  - Vencedor d'una etapa de la Volta al Marroc